# Echinopsis hystrichoides
Echinopsis hystrichoides ist eine Pflanzenart aus der Gattung Echinopsis in der Familie der Kakteengewächse (Cactaceae). Das Artepitheton hystrichoides leitet sich von den griechischen Worten hystrix für ‚Stachelschwein‘ oder ‚Igel‘ sowie -oides für ‚ähneln‘ ab und verweist auf die dornigen Triebe der Art.

## Beschreibung
Echinopsis hystrichoides wächst meist einzeln. Die abgeflacht kugelförmigen, grünen Triebe erreichen Durchmesser von 12 bis 18 Zentimeter. Es sind 16 bis 21, bis zu 1,8 Zentimeter hohe Rippen vorhanden, die scharf gekerbt sind. Die auf ihnen befindlichen eingesenkten, weißlichen Areolen stehen bis zu 2 Zentimeter voneinander entfernt. Aus ihnen entspringen hellgelbe bis dunkelbraune Dornen. Die vier bis zehn, geraden oder gebogenen Mitteldornen sind 2,5 bis 6 Zentimeter lang. Die zwölf bis 20 nadeligen Randdornen weisen eine Länge von 1,4 bis 4 Zentimeter auf.
Die breit trichterförmigen, weißen Blüten öffnen sich in der Nacht. Sie sind bis zu 19 Zentimeter lang. Die grünen Früchte erreichen eine Länge von bis zu 4 Zentimetern und einen Durchmesser von 3 Zentimetern.

## Verbreitung und Systematik
Echinopsis hystrichoides ist im bolivianischen Departamento Chuquisaca in der Provinz Sud Cinti in Höhenlagen von 3000 Metern verbreitet.
Die Erstbeschreibung durch Friedrich Ritter wurde 1980 veröffentlicht. Ein nomenklatorisches Synonym ist Echinopsis mamillosa var. hystrichoides (F.Ritter) J.Ullmann (2014).
Gonzalo Navarro behandelte Echinopsis hystrichoides 1996 als Synonym von Echinopsis mamillosa.

## Nachweise